# Monchy-sur-Eu
Monchy-sur-Eu ist eine französische Gemeinde mit 554 Einwohnern (Stand: 1. Januar 2022) im Département Seine-Maritime in der Region Normandie. Sie gehört zum Arrondissement Dieppe und zum Kanton  Eu.

## Geographie
Monchy-sur-Eu liegt etwa 28 Kilometer ostnordöstlich von Dieppe. Umgeben wird Monchy-sur-Eu von den Nachbargemeinden Saint-Pierre-en-Val im Norden, Incheville im Osten und Nordosten, Millebosc im Osten und Südosten, Melleville im Süden, Le Mesnil-Réaume im Süden und Südwesten sowie Baromesnil im Westen.

## Bevölkerungsentwicklung
| Jahr                      | 1962 | 1968 | 1975 | 1982 | 1990 | 1999 | 2006 | 2013 |
| Einwohner                 | 462  | 431  | 398  | 431  | 478  | 492  | 542  | 590  |
| Quelle: Cassini und INSEE |      |      |      |      |      |      |      |      |

## Sehenswürdigkeiten

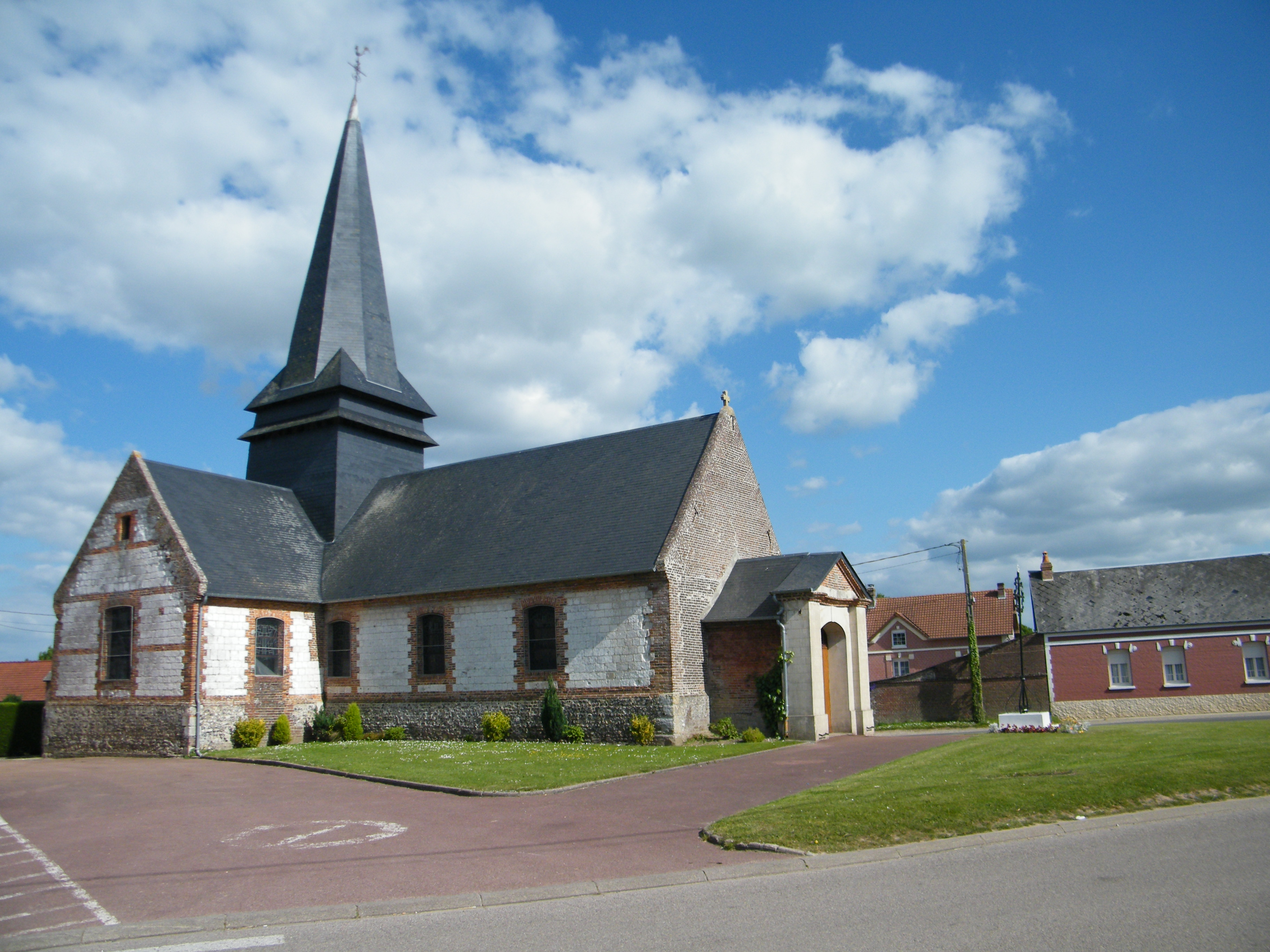
Kirche Saint-Riquier

- Kirche Saint-Riquier aus dem 17. Jahrhundert

## Gemeindepartnerschaft
Mit der französischen Gemeinde Monchy-le-Preux im Département Pas-de-Calais besteht seit 1990 eine Partnerschaft.